# Primetime-Emmy-Verleihung 1953
Die 5. Emmy-Verleihung fand am 5. Februar 1953 im Statler Hotel in Los Angeles, Kalifornien, USA statt. Die Zeremonie wurde von Art Linkletter moderiert.

## Nominierungen und Gewinner

### Programmpreise
| Kategorie                                                                                       | Preisträger | Programm                        | Nominierungen |
| ----------------------------------------------------------------------------------------------- | ----------- | ------------------------------- | --- |
| Best Dramatic Show (Beste Dramasendung)                                                         |             | Robert Montgomery Presents, NBC | Celanese Theatre, ABC Goodyear Television Playhouse, NBC Kraft Television Theatre, NBC Studio One, CBS                                   |
| Best Mystery, Action or Adventure Program (Beste Mystery-, Action- oder Abenteuerserie)         |             | Polizeibericht, NBC             | Big Story, NBC Foreign Intrigue, Syndicated Martin Kane, Private Eye, NBC Racket Squad, NBC                                              |
| Best Variety Show (Beste Unterhaltungssendung)                                                  |             | Your Show of Shows, NBC         | Arthur Godfrey and His Friends, CBS The Colgate Comedy Hour, NBC The Jackie Gleason Show, CBS Toast of the Town, CBS                     |
| Best Audience Participation, Quiz or Panel Program (Beste Mitmach-, Quiz- oder Bildratesendung) |             | What’s My Line?, CBS            | Down You Go, DuMont This Is Your Life, NBC Two for the Money, CBS You Bet Your Life, NBC                                                 |
| Best Situation Comedy (Beste Sitcom)                                                            |             | I Love Lucy, CBS                | The Adventures of Ozzie & Harriet, ABC The Amos 'n Andy Show, CBS The Burns and Allen Show, CBS Mister Peepers, NBC Our Miss Brooks, CBS |
| Best Public Affairs Program (Beste Informationssendung)                                         |             | See It Now, CBS                 | Camel News Caravan, NBC Life Is Worth Living, DuMont Meet the Press, NBC Victory at Sea, NBC                                             |
| Best Children’s Program (Beste Kindersendung)                                                   |             | Time for Beany, KTLA            | Big Top, CBS The Gabby Hayes Show, NBC Kukla, Fran and Ollie, NBC Puppet Playhouse, NBC Super Circus, NBC Zoo Parade, NBC                |

### Darstellerpreise
| Kategorie                           | Preisträger     | Programm | Nominierungen                                                      |
| ----------------------------------- | --------------- | -------- | ------------------------------------------------------------------ |
| Best Actor (Bester Schauspieler)    | Thomas Mitchell |          | John Forsythe Charlton Heston John Newland Vaughn Taylor Jack Webb |
| Best Actress (Beste Schauspielerin) | Helen Hayes     |          | Sarah Churchill June Lockhart Maria Riva Peggy Wood                |

### Moderatorenpreise
| Kategorie                                                         | Preisträger             | Programm | Nominierungen |
| ----------------------------------------------------------------- | ----------------------- | -------- | --- |
| Best Comedian (Bester Komiker)                                    | Jimmy Durante, NBC      |          | Sid Caesar, NBC Wally Cox, NBC Jackie Gleason, CBS Herb Shriner, ABC                                                     |
| Best Comedienne (Beste Komikerin)                                 | Lucille Ball, CBS       |          | Eve Arden, CBS Imogene Coca, NBC Joan Davis, NBC Martha Raye, NBC                                                        |
| Most Outstanding Personality (Außergewöhnliche TV-Persönlichkeit) | Fulton J. Sheen, DuMont |          | Lucille Ball, CBS Jimmy Durante, NBC Arthur Godfrey, CBS Edward R. Murrow, CBS Donald O’Connor, NBC Adlai Stevenson, NBC |